# Yndolaciidae
Yndolaciidae zijn een familie van borstelwormen (Polychaeta) uit de orde van de Phyllodocida.

## Geslachten
De volgende geslachten zijn bij de familie ingedeeld:
- Paryndolacia Buzhinskaja, 2004
- Yndolacia Støp-Bowitz, 1987
- Yndolaciella Buzhinskaja, 2004